# Neue Deutsche Todeskunst
Pour les articles homonymes, voir NDT.
Ne doit pas être confondu avec Neue Deutsche Welle ou Neue Deutsche Härte.
La Neue Deutsche Todeskunst (NDT ; littéralement français : « Nouvel art de la mort allemand ») est un genre musical ayant émergé en Allemagne au début des années 1990. On lui attribue l'implantation de la langue allemande dans le mouvement dark wave, bien qu'il y ait déjà eu des groupes allemands comme Xmal Deutschland, Geisterfahrer, et Malaria!.

## Origine du nom
La désignation et catégorisation de la Neue Deutsche Todeskunst paraît pour la première fois dans le magazine MagazinOphon du label Danse macabre en 1991. Le terme, influencé philosophiquement par la Neue Slowenische Kunst et commercialement par la Neue Deutsche Welle fut vite adaptée par Sven Freuen du magazine Zillo pour décrire le style des groupes du label et ceux qui imitaient leur style. Bien qu'une grande partie des musiciens du genre était plus ou moins satisfaite de cette catégorisation et a essayé d'employer d'autres termes, ce qui rend une catégorisation parfois quelque peu difficile, le nom du genre s'est imposé à travers les années.

## Histoire
En 2005, le label Danse macabre est reformé et restructuré, mais ne mettait plus l'accent sur les groupes de la Neue Deutsche Todeskunst, à part du groupe Das Ich, mais plutôt sur des groupes du rock électronique ou encore de la Neue Deutsche Härte. Ainsi, le genre s'est encore plus déstabilisée et n'existe aujourd'hui qu'à cause des publications encore assez régulières des trois groupes pionniers Das Ich, Goethes Erben et Lacrimosa. Les groupes comme Leichenblass rendent plutôt hommage à ces groupes au lieu d'innover le genre et de le faire progresser. La plupart des groupes du genre avaient signé des contrats avec ce label, qui est ainsi devenu un label culte. La Neue Deutsche Härte fut encouragée par des magazines allemands tels que MagazinOphon, Orkus, Zillo, Sonic Seducer et plus tard Elegy ou Dark Spy et leurs équivalents à l'étranger. C'est dans ces magazines et sur leurs sites internet que l'on retrouve d'ailleurs un bon choix d'informations et entrevues en lien avec le genre.
Les groupes du genre ont également été très présents sur les festivals de la scène gothique comme le M'era Luna, le Wave-Gotik-Treffen ou encore l'Amphi Festival.

## Caractéristiques

### Musique
Le Neue Deutsche Todeskunst est principalement d'inspiration (néo)-classique, l'image sonore est généralement produite de manière synthétique, mais elle est également complétée par des instruments classiques. Des instruments électroniques et  à cordes sont utilisés. L'usage du synthétiseur, par exemple de cordes générées électroniquement (cf. violon et violoncelle), et du séquenceur pour la création et la reproduction d'une ligne de base programmée, accompagnant généralement le rythme, ainsi que d'éléments percussifs (cf. boîte à rythmes et percussions électroniques, par exemple sous la forme d'un tambour de marche ou d'idiophones tels que cymbales, grelots et carillon, déjà enregistrés sur le synthétiseur sous forme de preset (plug-in issu d'une station audionumérique) et prêts à être rappelés) est courante. L'usage de samples, tels que des bruits d'environnement, mais aussi de générateurs de sons non conventionnels (voir boîte à musique et glas) est également très répandue. Le piano est également souvent utilisé comme instrument de base (cf. Das Ich - Jericho / Goethes Erben - Abseits des Lichtes), notamment pour la réalisation de ballades et la mise en place d'une ambiance générale élégiaque.
Outre les nombreuses influences de l'electro wave et de la musique néo-classique, les compositions sont parfois enrichies par l'utilisation de la guitare et de la basse électriques. Celle-ci se fait souvent de manière subtile avec de simples suites d'accords ou un jeu de notes individuelles et correspond à des schémas sonores de type post-punk/rock gothique (cf. Relatives Menschsein - Androiden / Endraum - Die Stille der Nacht).

### Paroles et image
Lyriquement, les thèmes abordés sont la mort, le caractère éphémère, le sexe (par ex. la nécrophilie),, le mal du siècle, la critique religieuse, la violence, la folie, l'isolation, la dépression, l'angoisse, la métaphysique, ou le destin personnel, et s'inspirent de courants de pensée ou artistiques divers : le nihilisme, le surréalisme, l'expressionnisme, la philosophie existentielle. Les paroles renvoient à la poésie sombre des écrivains et philosophes allemands de différents époques comme Andreas Gryphius, Johann Wolfgang von Goethe, Friedrich Nietzsche ou Gottfried Benn, mais aussi des poètes d'autres pays comme Edgar Allan Poe, Charles Baudelaire, Georg Trakl, Jean-Paul Sartre ou même Ray Bradbury et George Orwell. Les textes, rédigés en allemand à l'intention d'un public germanophone, ont souvent un double-sens et laissent une large place à l'interprétation. Pour soutenir l'aspect lyrique, certains groupes ont aussi composé des textes plutôt classiques en latin ou ont donné des noms lyriques à leurs albums. La Neue Deutsche Todeskunst s'inspirant de mouvements artistiques et de groupes anglophones, certains artistes ont élargi l'horizon du genre en écrivant des chansons en langue anglaise, même si ce phénomène est plutôt rare.
Les groupes de Neue Deutsche Todeskunst mettent l'accent sur les déguisements, l'éclairage, la pyrotechnie et les décors. Le but est de donner un spectacle qui touche tous les sens et transmet une atmosphère générale sombre et touchante.

## Endzeitromantik
Dans le contexte de la NDT, le terme Endzeitromantik est devenu central, par exemple en référence à l'album Morgenröte de Endraum,. Les musiciens et les auditeurs du Neue Deutsche Todeskunst ont été classés comme Endzeitromantik dans les magazines musicaux des années 1990. 